# Alfred Estermann
Alfred Adolph Estermann (* 7. März 1938 in Windsheim; † 23. März 2008 in Bad Nauheim) war ein deutscher Literaturwissenschaftler, Buchhistoriker und Bibliograph.

## Leben
Alfred Estermann war der Sohn eines Ingenieurs und studierte 1957–1963 in Erlangen und Zürich Germanistik und Philosophie und wurde in Erlangen mit einer Arbeit über das Thema Die Verfilmung literarischer Werke promoviert. Anschließend war er Wissenschaftlicher Mitarbeiter und Stipendiat der Fritz-Thyssen-Stiftung und begann während dieser Zeit mit der Erschließung der Zeitschriften des 19. Jahrhunderts.
Nach Tätigkeiten beim Athenaion-Verlag und bei der Herzog-August-Bibliothek in Wolfenbüttel ging er 1978 zur Stadt- und Universitätsbibliothek Frankfurt am Main, wo schwerpunktmäßig die Literatur des 19. Jahrhunderts gesammelt und erschlossen wurde. Hier widmete sich Estermann erneut der Erforschung der Zeitschriften dieses Zeitraums und gab im Laufe der Jahre zwei umfassende Zeitschriftenbibliographien heraus (siehe „Werke“). In Frankfurt am Main übernahm er auch die Leitung des Schopenhauer-Archivs. 1991 habilitierte er sich an der Universität Siegen und unterrichtete später am Institut für Buchwissenschaft der Johannes Gutenberg-Universität Mainz.
Estermann war mit der Literaturwissenschaftlerin, Buchhistorikerin und Herausgeberin Monika Estermann, geb. Ammermann, verheiratet.

## Bedeutung
Estermann hat den Quellencharakter der Zeitschriften erkannt und ihre Erschließung vorangetrieben, wobei er ein eigenes inhaltsanalytisches Verfahren entwickelte und anwendete. Die von ihm erarbeiteten Bibliographien sind heute unverzichtbare Hilfsmittel und in jeder größeren Bibliothek vorhanden.

## Werke (Auswahl)
- Die Verfilmung literarischer Werke. Bouvier, Bonn 1965. (Abhandlungen zur Kunst-, Musik- und Literaturwissenschaft 33)
- Die Zeitschriften des Jungen Deutschland. Indices. Kraus, Nendeln 1975, 2 Bände
- Bad Windsheim. Geschichte einer Stadt in Bildern. Delp, Bad Windsheim 1975. (3., überarb. u. erw. Aufl. unter dem Titel Bad Windsheim. Geschichte und Gegenwart einer fränkischen Stadt. 1989)
- Die deutschen Literaturzeitschriften 1815–1850. Bibliographien, Programme, Autoren. 10 Bände, KTO Press, Nendeln 1978–1981. 2. Auflage, 11 Bände 1991. ISBN 3-262-00023-X
- Die deutschen Literaturzeitschriften 1850–1880. Bibliographien, Programme. 5 Bände, de Gruyter, Berlin 1988–1989
- Kleindeutschland und Großkrähwinkel. Friedrich Stoltze und seine Zeitschrift. Stadt- und Universitätsbibliothek, Frankfurt am Main 1981
- Wolfgang Koeppen. Begleitheft zur Ausstellung d. Stadt- u. Universitätsbibliothek Frankfurt am Main 1982. ISBN 3-88131-031-2
- Werkverzeichnis Friedrich Stoltze. Mit Dore Struckmeier-Schubert u. Andrea Wölbing. Topos Verlag, Vaduz 1983. ISBN 3-289-00275-6
- Ernst Jandl.  Begleitheft zur Ausstellung d. Stadt- u. Universitätsbibliothek Frankfurt am Main 1984. ISBN 3-88131-038-X
- Die Autographen des Schopenhauerarchivs der Stadt- und Universitätsbibliothek Frankfurt am Main, Gesamtverzeichnis. Frommann-Holzboog, Stuttgart 1988. ISBN 3-7728-0980-4
- Karl Dedecius. Begleitheft zur Ausstellung der Stadt- und Universitätsbibliothek Frankfurt am Main. 1991. ISBN 3-88131-068-1
- Zeitungsstadt Frankfurt am Main. Zur Geschichte der Frankfurter Presse in fünf Jahrhunderten. (Ausstellungskatalog) Frankfurter Sparkasse, Frankfurt am Main 1994
- Inhaltsanalytische Bibliographien deutscher Kulturzeitschriften des 19. Jahrhunderts. 3 Bände, Saur, München 1995. ISBN 3-598-23310-8
- Kontextverarbeitung. Buchwissenschaftliche Studien. Saur, München 1998. ISBN 3-598-11371-4
- Arthur Schopenhauer. Szenen aus der Umgebung der Philosophie. Insel Verlag, Frankfurt am Main 2000. ISBN 3-458-17038-3
- Schopenhauers Kampf um sein Werk. Der Philosoph und seine Verleger. Insel-Verlag, Frankfurt am Main 2005. ISBN 3-458-17252-1

## Herausgeberschaft (Auswahl)
- Politische Avantgarde 1830–1840. Eine Dokumentation zum „Jungen Deutschland“. Athenäum, Frankfurt am Main 1972. 2 Bände
- Wilhelm Ludwig Wekherlin. Schriften 1772–1789. (Nachdruck) KTO-Press, Nendeln 1978. 5 Bände
- (Mit Hans-Albrecht Koch) Deutsche Literatur in Titelblättern. Saur, München 1978
- (Mit Jost Hermand und Merle Krueger) Unsere Republik. Politische Statements westdeutscher Autoren. Athenaion, Wiesbaden 1980. ISBN 3-7997-0738-7
- Ludwig Börne. Zum 200. Geburtstag des Frankfurter Schriftstellers. Freiheit, Recht und Menschenwürde. Ausstellungskatalog. Buchhändler-Vereinigung, Frankfurt am Main 1986.
- Hermann Bahr: Roman der Zwölf. Ein literarischer Scherz aus dem Jahre 1909. Insel, Frankfurt am Main 1992. ISBN 3-458-33058-5
- Auf dem Phantasieross. Prosa aus dem Nachlaß von Wolfgang Koeppen. Suhrkamp, Frankfurt am Main 2000. ISBN 3-518-41153-5
- „Ich bitte um ein Wort...“. Der Briefwechsel Wolfgang Koeppen, Siegfried Unseld. Suhrkamp, Frankfurt am Main 2006. ISBN 3-518-41768-1
- Wolfgang Koeppen: Übers Jahr vielleicht wieder in Venedig. Phantasien über eine Traumstadt. Insel, Frankfurt am Main 2006. ISBN 3-458-34876-X